# Мадхуракави
Мадхуракави (Madhurakavi) — тамильский вайшнавский поэт, святой и музыкант, предположительно живший в VI—IX веке. Мадхуракави принадлежал к группе святых поэтов-подвижников альваров. Он был учеником Наммальвара (хотя был старше его по возрасту), составив во славу своего гуру 11 строф гимна, вошедшего в сборник «Дивья-прабандха». Согласно вайшнавским преданиям, Мадхуракави был учёным брахманом и странствовал по Южной Индии. Считается, что Мадхуракави имел необыкновенный музыкальный талант и написал музыку для гимнов своего духовного учителя. В переводе с санскрита мадхуракави означает «сладословный поэт».